# Pałac w Woskowicach Małych
Pałac w Woskowicach Małych – zabytkowy pałac, który znajduje się w Woskowicach Małych.
Do wojewódzkiego rejestru zabytków wpisane są:
- zespół pałacowy, XVIII-XIX:
  - pałac, nr rej.: 1054/65 z 25.06.1965
  - oficyna, nr rej.: 1055/65 z 10.06.1965
  - park, nr rej.: 58/81 z 13.07.1981

Budowla powstała około 1800 r. na zrębie wcześniejszej. Ostatnia przebudowa w 1912 roku nadała jej styl neogotycki. Pałac wybudowano na planie prostokąta z wysoką wieżą od wschodu, obecnie znajduje się w nim Ośrodek Leczenia Odwykowego (OLO), od 1960 roku.